# 200002
200002 is het tweede album van Loom. Het is een EP, die zowel studio- als liveopnamen bevat. Die liveopnamen, tracks 2 en 4,  komen uit een optreden in Boedapest in september 2012. Er zijn 500 exemplaren geperst.

## Musici
- Jerome Froese – synthesizers, elektronica
- Johannes Schmoelling - synthesizers, elektronica
- Robert Waters – synthesizers, elektronica

## Muziek
| Nr. | Titel                                                        | Duur |
| --- | ------------------------------------------------------------ | ---- |
| 1.  | Rejuvenation (Loom)                                          | 8:19 |
| 2.  | A long time ago (Schmoelling)                                | 9:16 |
| 3.  | Jet (Loom)                                                   | 5:55 |
| 4.  | Streetwalk (Jerome Froese, Edgar Froese, Christopher Franke) | 8:40 |